# Československá hokejová reprezentace v sezóně 1978/1979
Československá hokejová reprezentace v sezóně 1978/1979 sehrála celkem 24 zápasů.

## Přehled mezistátních zápasů
| Pořadí | Datum             | Soupeř  | Výsledek             | Soutěž                  | Místo utkání   |
| ------ | ----------------- | ------- | -------------------- | ----------------------- | -------------- |
| 742.   | 19. září 1978     | SSSR    | 2:8 (1:2, 1:3, 0:3)  | Pohár Rudého práva 1978 | Bratislava     |
| 743.   | 21. září 1978     | SSSR    | 4:5 (1:2, 0:2, 3:1)  | Pohár Rudého práva 1978 | Pardubice      |
| 744.   | 23. září 1978     | SSSR    | 4:5 (2:0, 0:2, 2:3)  | Pohár Rudého práva 1978 | Praha          |
| 745.   | 13. prosince 1978 | Švédsko | 6:3 (2:0, 3:2, 1:1)  | přátelsky               | Göteborg       |
| 746.   | 14. prosince 1978 | Švédsko | 4:2 (1:2, 1:0, 2:0)  | přátelsky               | Göteborg       |
| 747.   | 19. prosince 1978 | Švédsko | 6:3 (2:0, 3:3, 1:0)  | Cena Izvestijí 1978     | Moskva         |
| 748.   | 20. prosince 1978 | Finsko  | 5:4 (1:0, 3:3, 1:1)  | Cena Izvestijí 1978     | Moskva         |
| 749.   | 22. prosince 1978 | SSSR    | 3:3 (1:0, 1:0, 1:3)  | Cena Izvestijí 1978     | Moskva         |
| 750.   | 18. února 1979    | NDR     | 6:3 (1:0, 3:2, 2:1)  | přátelsky               | Pardubice      |
| 751.   | 19. února 1979    | NDR     | 10:4 (3:3, 4:1, 3:0) | přátelsky               | Hradec Králové |
| 752.   | 6. dubna 1979     | Švédsko | 9:1 (1:0, 4:0, 4:1)  | přátelsky               | Praha          |
| 753.   | 7. dubna 1979     | Švédsko | 6:0 (1:0, 3:0, 2:0)  | přátelsky               | Praha          |
| 754.   | 14. dubna 1979    | Finsko  | 5:0 (2:0, 1:0, 2:0)  | Mistrovství světa 1979  | Moskva         |
| 755.   | 15. dubna 1979    | Kanada  | 4:1 (2:0, 1:0, 1:1)  | Mistrovství světa 1979  | Moskva         |
| 756.   | 17. dubna 1979    | USA     | 2:2 (1:1, 1:1, 0:0)  | Mistrovství světa 1979  | Moskva         |
| 757.   | 19. dubna 1979    | Švédsko | 3:3 (0:1, 1:2, 2:0)  | Mistrovství světa 1979  | Moskva         |
| 758.   | 21. dubna 1979    | SSSR    | 1:11 (0:4, 1:5, 0:2) | Mistrovství světa 1979  | Moskva         |
| 759.   | 23. dubna 1979    | Kanada  | 10:6 (4:3, 3:1, 3:2) | Mistrovství světa 1979  | Moskva         |
| 760.   | 25. dubna 1979    | Švédsko | 6:3 (2:3, 2:0, 2:0)  | Mistrovství světa 1979  | Moskva         |
| 761.   | 27. dubna 1979    | SSSR    | 1:6 (1:2, 0:2, 0:2)  | Mistrovství světa 1979  | Moskva         |

## Bilance sezóny 1978/79
| Soupeř  | Zápasy | Výhry | Remízy | Prohry | Skóre |
| ------- | ------ | ----- | ------ | ------ | ----- |
| Finsko  | 2      | 2     | 0      | 0      | 10:4  |
| Kanada  | 2      | 2     | 0      | 0      | 14:7  |
| NDR     | 2      | 2     | 0      | 0      | 16:7  |
| SSSR    | 6      | 0     | 1      | 5      | 15:38 |
| Švédsko | 7      | 6     | 1      | 0      | 40:15 |
| USA     | 1      | 0     | 1      | 0      | 2:2   |
| Celkem  | 20     | 12    | 3      | 5      | 97:73 |

## Další zápasy reprezentace
| Datum             | Soupeř                    | Výsledek             | Soutěž              | Místo utkání |
| 5. září 1978      | Binokor Taškent           | 16:1 (6:1, 2:0, 8:0) | Zlatý klas 1978     | Tábor        |
| 6. září 1978      | SC Dynamo Berlin          | 8:3 (1:2, 0:2, 0:2)  | Zlatý klas 1978     | Tábor        |
| 8. září 1978      | TJ Motor České Budějovice | 7:2 (4:0, 1:0, 2:2)  | Zlatý klas 1978     | Tábor        |
| 17. prosince 1978 | Kanada (Future Stars)     | 4:1 (1:0, 1:0, 2:1)  | Cena Izvestijí 1978 | Moskva       |

## Reprezentovali v sezóně 1978/79
| Post    | Jméno             | Zápasy | Branky | Klub                      |
| Brankář | Jiří Crha         | 3      | 13     | Tesla Pardubice           |
| Brankář | Jiří Králík       | 13     | 34     | HC Dukla Jihlava          |
| Brankář | Marcel Sakáč      | 8      | 26     | HC Slovan Bratislava      |
| Obránce | Jiří Bubla        | 18     | 4      | TJ CHZ Litvínov           |
| Obránce | Jozef Bukovinský  | 4      | 1      | HC Slovan Bratislava      |
| Obránce | Vítězslav Ďuriš   | 19     | 2      | TJ Škoda Plzeň            |
| Obránce | Miroslav Dvořák   | 20     | 0      | TJ Motor České Budějovice |
| Obránce | Milan Figala      | 19     | 3      | TJ Vítkovice              |
| Obránce | Milan Chalupa     | 16     | 4      | HC Dukla Jihlava          |
| Obránce | František Kaberle | 10     | 0      | Poldi SONP Kladno         |
| Obránce | Milan Kajkl       | 2      | 0      | TJ Škoda Plzeň            |
| Obránce | Milan Kužela      | 14     | 1      | HC Slovan Bratislava      |
| Obránce | Jan Neliba        | 19     | 0      | Poldi SONP Kladno         |
| Obránce | Jan Zajíček       | 6      | 1      | HC Sparta Praha           |
| Útočník | František Černík  | 7      | 1      | TJ Vítkovice              |
| Útočník | Bohuslav Ebermann | 20     | 13     | TJ Škoda Plzeň            |
| Útočník | Miroslav Fryčer   | 9      | 1      | TJ Vítkovice              |
| Útočník | Libor Havlíček    | 18     | 2      | Zetor Brno                |
| Útočník | Ivan Hlinka       | 13     | 5      | TJ CHZ Litvínov           |
| Útočník | Karel Holý        | 1      | 2      | HC Dukla Jihlava          |
| Útočník | Vincent Lukáč     | 5      | 3      | VSŽ Košice                |
| Útočník | Vladimír Martinec | 19     | 10     | Tesla Pardubice           |
| Útočník | Jiří Novák        | 17     | 4      | Tesla Pardubice           |
| Útočník | Milan Nový        | 15     | 6      | Poldi SONP Kladno         |
| Útočník | Jaroslav Pouzar   | 19     | 7      | TJ Motor České Budějovice |
| Útočník | Pavel Richter     | 3      | 1      | HC Sparta Praha           |
| Útočník | Ladislav Svozil   | 6      | 1      | TJ Vítkovice              |
| Útočník | Anton Šťastný     | 18     | 8      | HC Slovan Bratislava      |
| Útočník | Marián Šťastný    | 18     | 5      | HC Slovan Bratislava      |
| Útočník | Peter Šťastný     | 17     | 12     | HC Slovan Bratislava      |
| Trenér  | Karel Gut         |        |        |                           |
| Trenér  | Ján Starší        |        |        |                           |

## Přátelské mezistátní zápasy
Československo -  Švédsko 	6:3 (2:0, 3:2, 1:1)
13. prosince 1978 - Göteborg

Branky Československa: 15. Anton Šťastný, 16. Vladimír Martinec, 23. Vincent Lukáč, 25. Jiří Novák, 26. Vincent Lukáč, 50. Vincent Lukáč.

Branky Švédska: 35. Lars Molin, 38. Ulf Isaksson, 45. Harald Lückner.

Rozhodčí: Karl-Gustav Kaisla (FIN) – Lasse Vanhanen (FIN), Kari Kiviano (FIN)

Vyloučení: 4:4 (využití 0:0)
ČSSR: Marcel Sakáč – Jiří Bubla, Milan Kužela, Milan Chalupa, Miroslav Dvořák, Milan Figala, Vítězslav Ďuriš – Vincent Lukáč, Peter Šťastný, Anton Šťastný – Vladimír Martinec, Jiří Novák, Bohuslav Ebermann – Miroslav Fryčer, Libor Havlíček, Jaroslav Pouzar
Švédsko: Willy Löfqvist – Mats Waltin, Jan-Erik Silfverberg, Göran Lindblom, Sture Andersson, Björn Johansson, Ulf Weinstock – Ulf Isaksson, Leif Holmgren, Bengt Lundholm – Anders Kallur, Per-Arne Alexandersson, Rolf Eriksson – Per Lundqvist, Lars Molin, Dag Bredberg – od 41. Claes-Göran Wallin, Mats Ulander, Harald Lückner.
 Československo -  Švédsko 	4:2 (1:2, 1:0, 2:0)
14. prosince 1978 - Göteborg	

Branky Československa: 15. Bohuslav Ebermann, 28. Jiří Bubla, 43. Bohuslav Ebermann, 57. Vladimír Martinec.

Branky Švédska: 11. Leif Holmgren, 13. Bengt Lindbolm.

Rozhodčí: Karl-Gustav Kaisla (FIN) – Lasse Vanhanen (FIN), Kari Kiviano (FIN)

Vyloučení: 4:6 (využití 0:1)
ČSSR: Jiří Králík - Milan Chalupa, Miroslav Dvořák , Jiří Bubla, Milan Kužela, Milan Figala, Jan Zajíček - Vladimír Martinec, Jiří Novák, Bohuslav Ebermann – Vincent Lukáč, Peter Šťastný, Anton Šťastný – Miroslav Fryčer, Libor Havlíček, František Černík – Jaroslav Pouzar
Švédsko: Sune Ödling - Mats Waltin, Jan-Erik Silfverberg, Lindblom, Sture Andersson, Björn Johansson, Ulf Weinstock – Anders Kallur, Per-Arne Alexandersson, Peter Wallin – Per Lundqvist, Lars Molin, Dag Bredberg – Mats Ulander, Leif Holmgren, Bengt Lundholm.
 Československo -  NDR	6:3 (1:0, 3:2, 2:1)
18. února 1979 - Pardubice

Branky Československa: 18. Karel Holý, 26. Karel Holý, 30. Jaroslav Pouzar, 34. Jaroslav Pouzar, 44. Peter Šťastný, 57. Milan Nový.

Branky NDR: 27. Reiner Patschinski, 28. Roland Peters, 59. Rolf Bielas

Rozhodčí: Gradin (SWE) – Luděk Exner (TCH), Karel Sládeček (TCH)

Vyloučení: 2:3 (využití 0:0)
ČSSR: Jiří Králík – Jiří Bubla, Milan Kajkl , Milan Figala, Milan Kužela, Milan Chalupa, Vítězslav Ďuriš, František Kaberle , Miroslav Dvořák  - Miroslav Fryčer, Ivan Hlinka, Jaroslav Pouzar – Marián Šťastný, Peter Šťastný, Anton Šťastný – Karel Holý, Libor Havlíček, František Černík – Vladimír Martinec, Milan Nový, Bohuslav Ebermann
NDR: Roland Herzig – Dieter Frenzel, Dieter Simon, Reinhardt Fengler, Klaus-Rüdiger Schröder, Frank Braun, Peter Slapke – Roland Peters, Reiner Patschinski, Rolf Bielas – Wolfgang Unterdörfel, Eckhard Scholz, Gerhard Müller – Frank Proske, Detlef Radant, Harald Kühnke.
 Československo -  NDR	10:4 (3:3, 4:1, 3:0)
19. únor 1979 - Hradec Králové

Branky Československa: 5. Peter Šťastný, 12. Milan Figala, 18. Peter Šťastný, 22. Marián Šťastný, 23. Anton Šťastný, 26. Peter Šťastný, 37. Milan Nový, 45. Marián Šťastný, 50. Milan Nový, 58. Vladimír Martinec.

Branky NDR: 1. Dieter Frenzel, 12. Detlev Mark, 13. Wolfgang Unterdörfel, 29. Detlef Radant.

Rozhodčí: Gradin (SWE) – Stanislav Gottwald (TCH), Jan Šimák (TCH)

Vyloučení: 4:1 (využití 0:0)
ČSSR: Marcel Sakáč  – Jiří Bubla, Milan Kajkl , Milan Figala, Milan Kužela, František Kaberle , Miroslav Dvořák , Vítězslav Ďuriš – Miroslav Fryčer, Ivan Hlinka, Jaroslav Pouzar – Peter Šťastný, Marián Šťastný, Anton Šťastný – Vladimír Martinec, Milan Nový, Bohuslav Ebermann – Libor Havlíček
NDR: Hofmann (12. Roland Herzig) – Dieter Frenzel, Dieter Simon, Reinhardt Fengler, Klaus-Rüdiger Schröder, Frank Braun, Peter Slapke – Roland Peters, Reiner Patschinski, Rolf Bielas – Wolfgang Unterdörfel, Eckhard Scholz, Gerhard Müller – Frank Proske, Detlef Radant, Detlev Mark.
 Československo -  Švédsko 	9:1 (1:0, 4:0, 4:1)
6. duben 1979 - Praha

Branky Československa: 5. Milan Kužela, 29. Jaroslav Pouzar, 31. Vladimír Martinec, 38. Peter Šťastný, 39. Jiří Bubla, 43. Marián Šťastný, 55. Ivan Hlinka, 55. Libor Havlíček, 56. Peter Šťastný.

Branky Švédska: ?? Leif Holmgren.

Rozhodčí: Raimo Seppanen (FIN) – Ivan Šutka (TCH), Jozef Vrábeľ (TCH)

Vyloučení: 2:3 (využití 0:0)
ČSSR: Jiří Králík – Milan Kužela, Jozef Bukovinský, Jiří Bubla, Vítězslav Ďuriš, František Kaberle , Miroslav Dvořák , Milan Chalupa, (41. Milan Figala) – Peter Šťastný, Marián Šťastný, Anton Šťastný – Libor Havlíček, Ivan Hlinka, Jaroslav Pouzar – Vladimír Martinec, Milan Nový, Bohuslav Ebermann – Miroslav Fryčer, Jiří Novák, Ladislav Svozil.
Švédsko: Sune Ödling – Tomas Jonsson, Ulf Weinstock, Mats Waltin, Tord Nänsén, Tomas Eriksson, Sture Andersson – Lars-Erik Eriksson, Leif Holmgren, Mats Näslund – Lennart Norberg, Håkan Eriksson, Bengt Lundholm – Per Lundqvist, Peter Wallin, Roger Lindström.
 Československo -  Švédsko 	6:0 (1:0, 3:0, 2:0)
7. dubna 1979 - Praha

Branky Československa: 8. Milan Chalupa, 23. Miroslav Fryčer, 31. Libor Havlíček, 35. Vladimír Martinec, 45. Jozef Bukovinský, 60. Milan Chalupa.

Rozhodčí: Raimo Seppanen (FIN) – Ivan Šutka, Jozef Vrábeľ (TCH)

Vyloučení: 3:6 (využití 2:0)
ČSSR: Marcel Sakáč  – Jiří Bubla, Vítězslav Ďuriš, Milan Chalupa, Miroslav Dvořák , František Kaberle , Milan Kužela, Milan Figala, Jozef Bukovinský – Libor Havlíček, Ivan Hlinka, Jaroslav Pouzar – Vladimír Martinec, Jiří Novák, Bohuslav Ebermann – Miroslav Fryčer, Milan Nový, Ladislav Svozil – Peter Šťastný, Marián Šťastný, Anton Šťastný.
Švédsko: Westblom – Tomas Jonsson, Ulf Weinstock, Mats Waltin, Tord Nänsén, Tomas Eriksson, Sture Andersson – Lars-Erik Eriksson, Leif Holmgren, Mats Näslund – Thomas Steen, Håkan Eriksson, Bengt Lundholm – Per Lundqvist, Peter Wallin, Roger Lindström.